# Љубо Илић
Љубо Илић (Сплит, 16. април 1905 — Београд, 17. март 1994) био је учесник Шпанског грађанског рата и Француског покрета отпора, током Другог светског рата, дипломата и друштвено-политички радник СФРЈ и народни херој Југославије.

## Биографија
Рођен је 16. априла 1905. године у Сплиту. Због лошег материјалног стања, у веома тешким условима завршио је Средњу техничку школу. Године 1926, средствима из властите зараде, отишао је на студије у Француску.
Дипломирао је архитектуру и урбанизам на Техничком факултету на Сорбони, 1931. године. По завршетку студија, био је један од покретача часописа за архитектуру, „Архитектура данас“ (фр. Architecture d’aujourd’hui) и организатор изложбе групе „Земља“. У Паризу је, с групом студената-марксиста, преузео управу Удружења југословенских студената, а био је и секретар антифашистичких публикација „Ами ди Монд“ и месечника „План“. Издавао је, у име југословенских радника, „Исељенички гласник“. Био је секретар Емиграционе комисије, а извесно време радио је и у техници Комунистичке партије Југославије (КПЈ), која је обезбеђивала штампање партијског органа „Пролетер“ и органа КП Словеније „Дело“. Учествовао је и у организовању канала којим се партијска штампа пребацивала у Југославију, углавном посредством морнара и лука Солун, Сплит, Ријека и Трст.

### Шпански грађански рат
По одобрењу Централног комитета КПЈ, отишао је, августа 1936. године, као добровољац у Шпанију. Ступио је у батаљон „Домбровски“ и укључио се у борбе које су се тамо водиле. Био је политички комесар, а затим командир чете. У једној од борби за одбрану Мадрида тешко је рањен. После изласка из болнице, отишао је у Албасете на официрски курс. Затим је у Андалузији, у позадини Франкових трупа, организовао герилске партизанске одреде, од којих је накнадно формиран 14. партизански корпус. На арагонском фронту учествовао је у офанзиви на Сарагосу. Рањен је још два пута. Због привремене неспособности за фронт, постављен је за команданта Војне партизанске академије код Барселоне.
Јула 1938. постао је командант 76. партизанске дивизије; с њом је учествовао у последњим борбама у Шпанији, када је преузео команду 14. гуериљског корпуса. Био је директно у вези са Начелником Генералштаба, генералом Висенте Рохом, и заштитница при повлачењу Армије Ебро и Десете армије. У том периоду водио је, пуна два месеца, тешке борбе.
Имао је чин мајора Шпанске републиканске армије, и био одликован Орденом де Ћора и Орденом де Суфримиенто пор ла Патриа.

### Учешће у Француском покрету отпора
Половином фебруара 1939. године доспео је, с осталим борцима Интернационалних бригада, у логор Сен Сипријен, у Француској. Крајем марта изашао је из логора, и по партијској директиви живео је у Паризу, где га је открила територијална безбедност, ухапсила и вратила у логор.
Фебруара 1941. године, с још неким друговима, пребачен је у специјални затвор у Тулузу, где је дошао у додир са затвореним француским комунистима, а преко њих с ослободилачком организацијом ван затвора. Нешто касније, Петенова полиција спровела их је у затвор „Кастре“ и предала Специјалној полицији, која се налазила у рукама немачког окупатора.
Пошто покушај бега, крајем 1942. године, није успео, тек септембра 1943, заједно с групом другова, успео је да побегне и прикључио се Француском покрету отпора. За кратко време постао је командант Јужне зоне Француске, а јануара 1944. године позван је у Национални војни комитет Француске и постављен за команданта свих страних снага које су се бориле у Француској. Тада је унапређен у чин генерала, а добио је и диплому Националног војног комитета Француске, Споменицу Француског покрета отпора, Ратни крст и Национални орден Легије части у рангу Великог официра.
Октобра 1944. године акредитован је при Команди савезничких експедиционих снага Ф. Х. А. Е. Ф, а од јануара 1945. године налазио се на дужности југословенског војног аташеа у Паризу.

### Послератни период
После ослобођења Југославије, обављао је разне одговорне дужности у дипломатској служби: 
- марта 1946. године предводио је дипломатску мисију по земљама Латинске Америке, успоставивши односе између Нове Југославије и Мексика, Бразила, Уругваја, Аргентине, Чилеа и Боливије,
- специјални саветник у Министарству иностраних послова Владе ФНРЈ, био је од септембра 1947. године,
- помоћник министра грађевина, од јануара 1948. године,
- председник Комитета за локалну привреду и комуналне послове Владе ФНРЈ, од априла 1949. године,
- амбасадор у Норвешкој, од априла 1951. године,
- амбасадор у Мексику, од октобра 1953. године,
- председник Комитета за комуналне послове и урбанизам СФРЈ, од 1956. године,
- амбасадор у Данској, од 1957. године,
- саветник Савезног секретара за иностране послове СФРЈ,
- амбасадор у Швајцарској, од 1967. године.

Пензионисан је 27. децембра 1974. године, када је постао члан Савета федерације. Имао је чин резервног генерал-мајора ЈНА.
Био је ожењен познатом оперском певачицом Зинком Кунц. Умро је 17. марта 1994. године и сахрањен је у Алеји заслужних грађана на Новом гробљу у Београду.
Носилац је Партизанске споменице 1941. и више других страних и југословенских одликовања, међу којима су — Орден партизанске звезде са златним венцем, Орден заслуга за народ са златном звездом и Орден братства и јединства са златним венцем. Орденом народног хероја одликован је 27. новембра 1953. године.